# Ophiocormus notabilis
Ophiocormus notabilis är en ormstjärneart som beskrevs av Hubert Lyman Clark 1915. Ophiocormus notabilis ingår i släktet Ophiocormus och familjen Ophiodermatidae. Inga underarter finns listade i Catalogue of Life.